# Phoebe Halliwell
Phoebe Halliwell er en fiktiv figur i den amerikanske tv-serie Heksene fra Warren Manor. Hun spilles af Alyssa Milano.

## Biografi
Phoebe Halliwell blev født d. 2. november 1975 i The Manor (Deres hus) 1329 Prescott Street San Francisco California af heksen Patrica Halliwell.
Phoebe fik navn efter hendes mors yndlings Tante/Faster/Moster.
Phoebe blev født med evnen Premonition, som bedtyder at Phoebe er synsk, men hun kan også se i fortiden. Det er en passiv evne som bedtyder at hun ikke kan styre den men hun bliver for hver afsnit bedre til det. Phoebe får for det meste et syn når hun røre noget, og nogle gange for hun det os når hun virkelig er koncentret og vil have et, som betyder at den er ved at vokse til en aktiv evne. Senere får hun også evenen "levitation", som betyder at hun kan svæve.
Hun får også evnen til at sanse – hun bliver en "empath" – det vil sige, at hun ved hvad andre føler. Hvis hun mærker ekstem vrede kan den som har vreden agere gennem Phoebe.
Men Phoebe, Piper og Prues evner blev bundet af deres bedstemor (Penny Helliwell), lige efter Phoebe blev født, så troldmanden Nicholas, ikke kunne få dem. (Det var en pagt Nicholas havde lavet med deres mor, Patty Halliwell, i bytte for pigernes liv.) De fik først deres kræfter igen, da deres bedstemor døde.